# František Preiss
František Preiss (kol. 1660 Praha – 1. srpna 1712 Praha) byl český barokní sochař a řezbář.

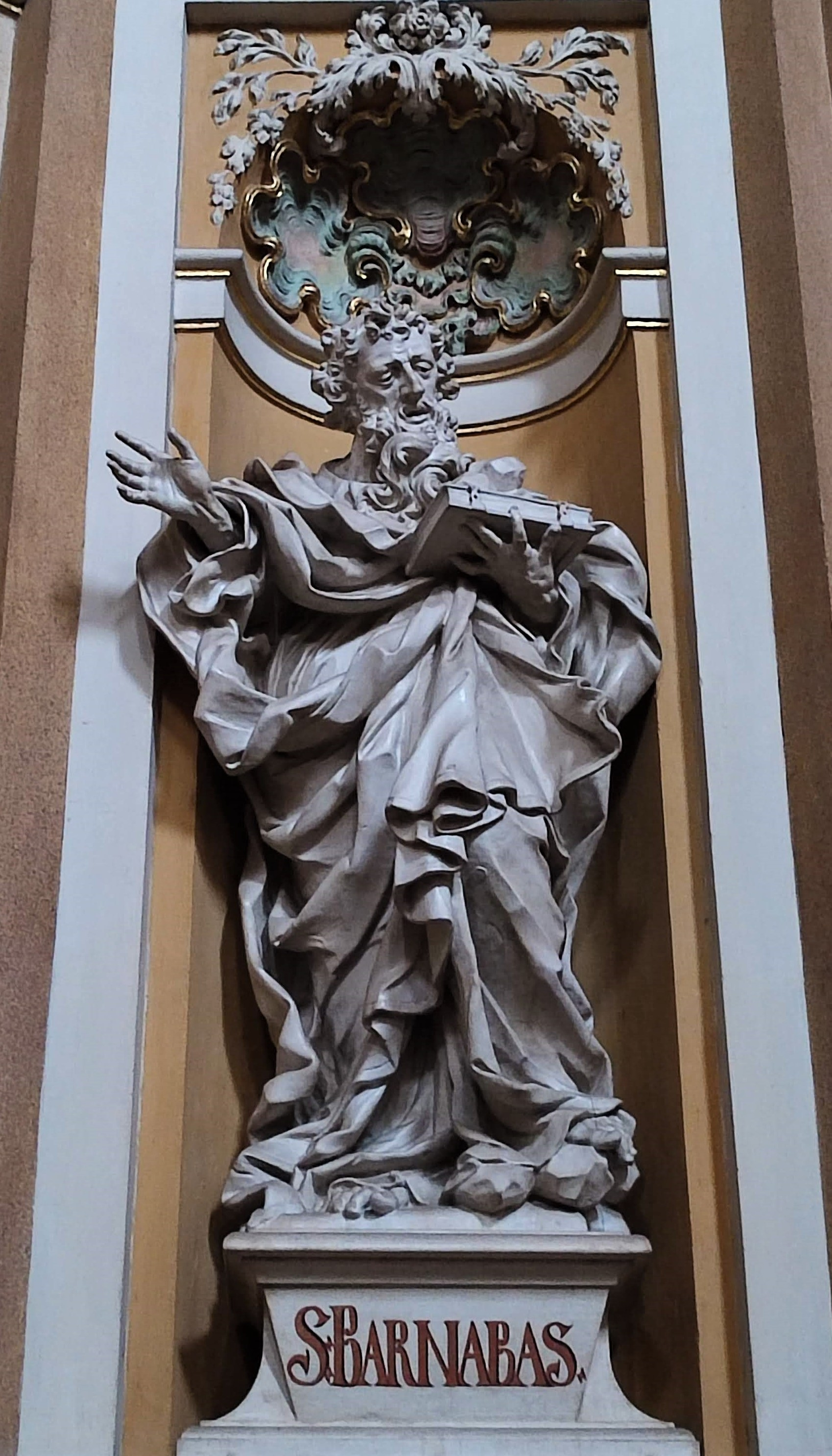
Svatý Barnabáš z niky v lodi kostela sv. Voršily v Praze

## Život
Zřejmě pocházel z rodiny v rudolfinské Praze usazeného drážďanského řezbáře Pavla Preisse. Je možné, že zkušenost získával v Olomouci, kde je v době jeho mládí zaznamenán stejnojmenný žák Františka Leblose. V Praze zpočátku pracoval v dílně Jeronýma Kohla, se kterým spolupracoval i později.
Preiss vyniká mj. výjimečnou výtvarnou modelací tvarů a hlazených křídových povrchů. Kromě vlastní umělecké činnosti se také spolu s architektem F. M. Kaňkou a malířem M. V. Halbaxem v r. 1709 neúspěšně snažil o založení umělecké akademie, která nakonec vznikla až r. 1799.

## Dílo
- Děčín, kostel Povýšení sv. Kříže – sochy sv. Heleny a čtyř andělů s nástroji Kristova umučení na atice (1689)
- Praha, katedrála sv. Víta – osm soch českých patronů na pilířích křížení (sv. Vít, Václav, Vojtěch, Ludmila, Prokop, Zikmund, Norbert, Jan Nepomucký) (1696), modely pro stříbrné relikviářové polofigury sv. Víta, Václava, Vojtěcha a Prokopa (nebo Cyrila?) umístěné na oltáři kaple sv. Jana Nepomuckého (asi 1698–1699)
- Praha, Staré Město, Na Perštýně čp. 352/I – socha sv. Judy Tadeáše ve výklenku nad vchodem (1697)
- Praha, Loreta – sochy sv. Matouše, Jana Evangelisty a Panny Marie na atice průčelí (1701)
- Louny, kostel sv. Mikuláše – sochařská výzdoba hlavního a dvou bočních oltářů (1701–1706), sochy sv. Anny Samotřetí, Alžběty, Jáchyma a Nejsvětější Trojice (1708–1709)
- Praha, kostel sv. Voršily – sochařská (řezbářská) výzdoba hlavního oltáře (1701–1709): sochy sv. Augustina, sv. Karla Boromejského a Nejsv. Trojice mezi anděly v nástavci; sochy 14 apoštolů (včetně sv. Matěje a sv. Barnabáše) v nikách lodi (1709–1710), řezby 4 evangelistů na kazatelně (1709–1710) a skupina Zvěstování na zpovědnici.
- Doksany, klášterní kostel Narození Panny Marie – sochařská výzdoba hlavního oltáře (do 1703)
- Praha, Malá Strana, Thunovská čp. 183/III – socha Panny Marie Karlovské v nice na nádvoří (po 1704)
- Praha, kostel sv. Josefa – socha sv. Františka z Assisi v nice ohradní zdi a dvojice andělů po stranách sochy sv. Judy Tadeáše na nádvoří (1708), původně jako sousoší z Karlova mostu
- Třebotov, kostel sv. Martina – sochařská výzdoba hlavního oltáře (1708), původně oltář Čtrnácti svatých pomocníků pocházející z katedrály sv. Víta
- Andělská Hora, kaple Nejsvětější Trojice – sochařská výzdoba hlavního oltáře (1710), nezachováno
- Praha, Týnský chrám – andělé v nástavci oltáře sv. Kryšpína a Kryšpiniána (1714), posmrtně vytvořeny dílnou

## Galerie

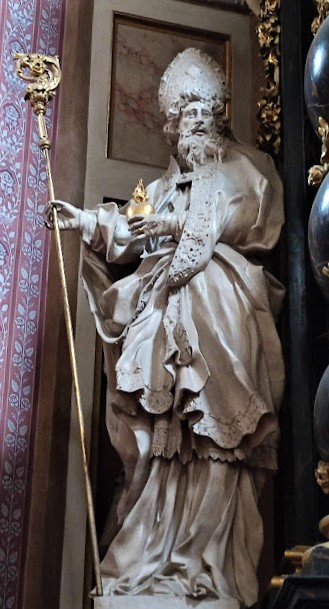
Sv. Augustin, Kostel svaté Voršily (Praha)
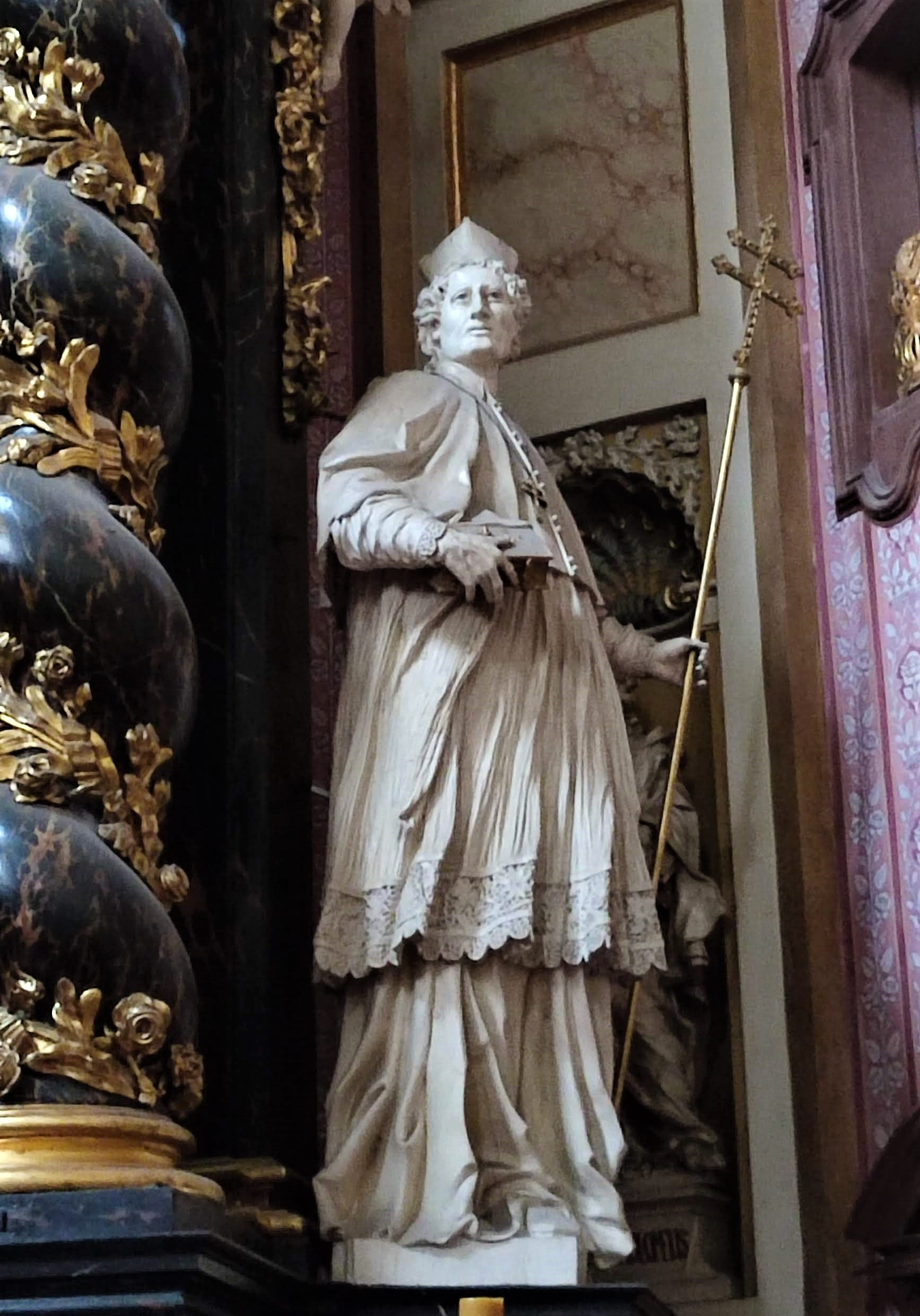
Sv. Karel Boromejský, Kostel svaté Voršily (Praha)
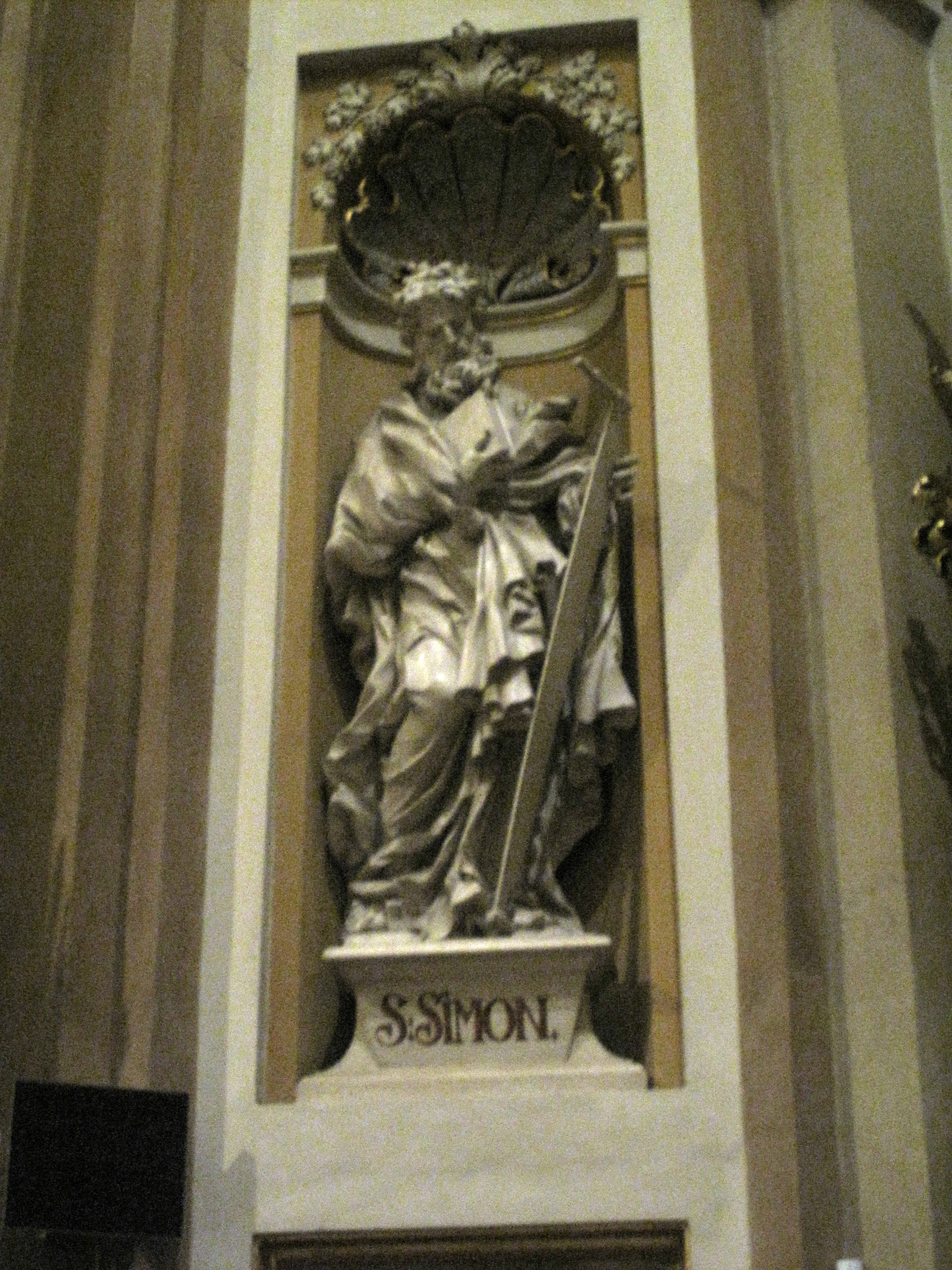
Sv. Šimon, Kostel svaté Voršily (Praha)
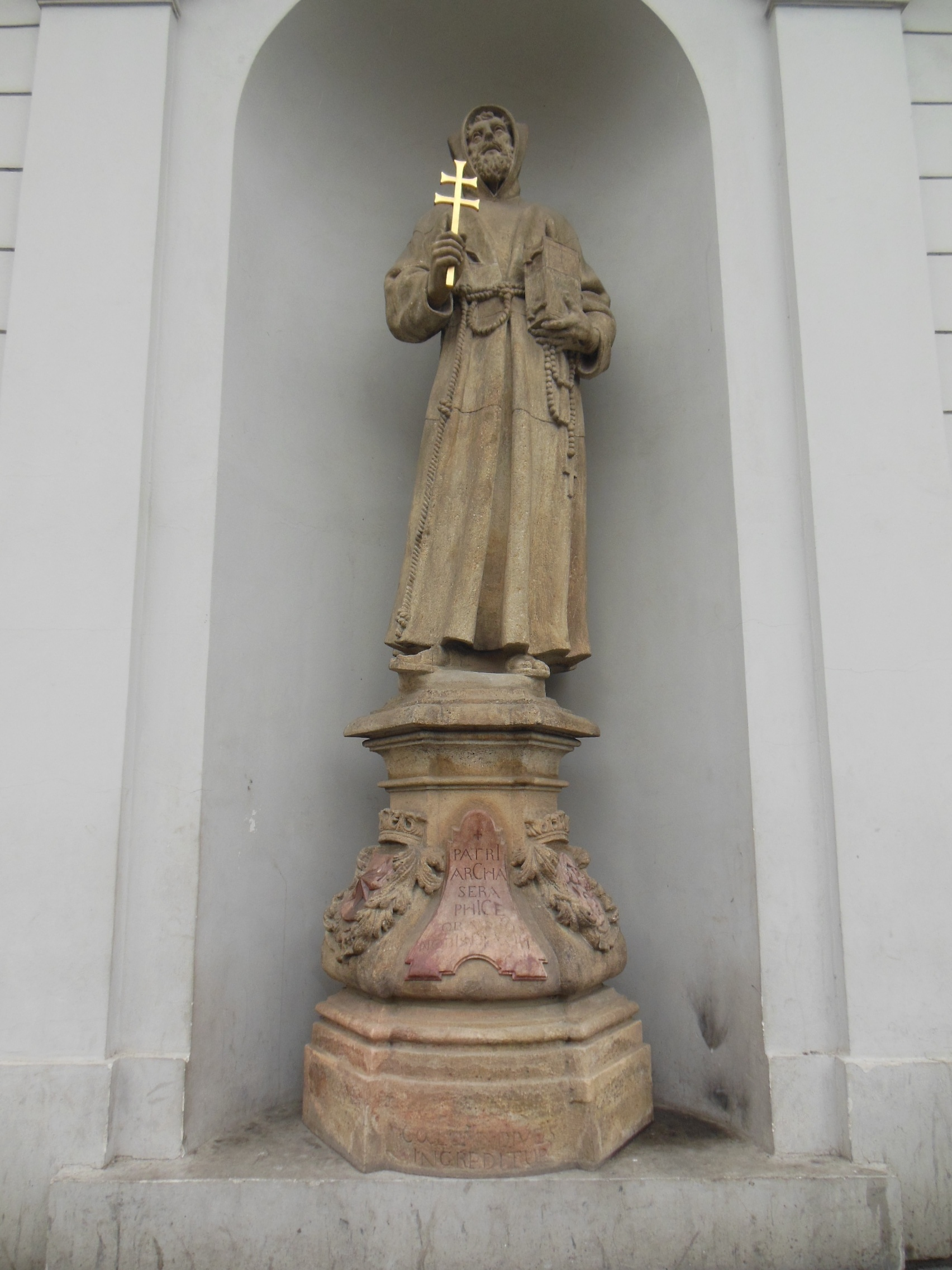
Sv. František z Assisi u kostela sv. Josefa